# Peristylus maculifer
Peristylus maculifer är en orkidéart som först beskrevs av Charles Schweinfurth, och fick sitt nu gällande namn av Jany Renz och Vodonaivalu. Peristylus maculifer ingår i släktet Peristylus och familjen orkidéer. Inga underarter finns listade i Catalogue of Life.